# Bi Wenjing
Bi Wenjing (畢文靜S, Bì WénjìngP; Xintai, 28 luglio 1981) è un'ex ginnasta cinese.
Nel codice dei punti della ginnastica artistica esiste un elemento alla trave (uscita in doppio avvitamento avanti, valore D) e uno alle parallele (granvolta invertita connessa a giro su una mano sola, valore E) che prendono il suo nome.

## Carriera sportiva

### 1995, Olimpiadi del 1996
Non viene convocata nella squadra che ai Mondiali di Sabae vincerà l'argento, ma viene convocata per le Olimpiadi di Atlanta.
La rassegna a cinque cerchi non va come sperato per la squadra cinese, ma Wenjing e la sua compagna Huilan sono le uniche ginnaste a riuscire a vincere una medaglia: infatti, mentre la Mo vince l'argento al volteggio, la Bi vince (a pari merito con l'atleta di casa Amy Chow) l'argento alle parallele.

### Dopo Atlanta
Dopo i Giochi la Bi continua ad avere un discreto successo, aiutando la squadra cinese a vincere il bronzo a squadre ai Mondiali di Losanna e vincendo un altro bronzo individualmente, alle parallele.
Nel 1998 vince inaspettatamente l'oro alla trave in Coppa del Mondo, durante la tappa di Vancouver. Si prende, poco tempo dopo, la soddisfazione di battere la campionessa olimpica e mondiale alle parallele Svetlana Khorkina sul suo attrezzo migliore.
Si ritira nel 1999, dopo aver gareggiato un'ultima volta alle Universiadi di Palma di Maiorca.

## Dopo il ritiro
La Bi è sposata ed ha un figlio nato a dicembre 2010. Lavora per la Li Ning Company ed è una giudice certificata a livello internazionale dalla Federazione Internazionale di Ginnastica.